# Hesperoschema bii
Hesperoschema bii – gatunek chrząszcza z rodziny kusakowatych i podrodziny kusaków. Występuje endemicznie w Chinach. Zasiedla lasy pierwotne.

## Taksonomia
Gatunek ten opisali po raz pierwszy Cai Yujie i Tang Liang w 2022 roku. Opisu dokonano na podstawie parki okazów odłowionych w 2014 roku we wsi Bari w powiecie Motuo w chińskim Tybecie. Epitet gatunkowy nadano na cześć Bi Wenxuana, który odłowił holotyp.

## Morfologia
Chrząszcz o silnie wydłużonym ciele długości około 9 mm. Głowa ma kształt zaokrąglonego, półtora raza szerszego niż dłuższego trapezu. Ubarwiona jest czarno z delikatnym połyskiem metalicznym i zaczerwienionymi okolicami panewek czułkowych. Punktowanie wierzchu głowy jest rzadkie i grube. Oczy złożone są lekko wyłupiaste. Czułki są czarne z rudożółtymi podstawą członu pierwszego i członem drugim. Narządy gębowe są rude do rudożółtych z brązowymi głaszczkami i rudobrązowymi żuwaczkami. Barwa przedplecza i tarczki jest czerwona. Powierzchnia przedplecza jest rzadko i grubo punktowana, pozbawiona mikrosiateczkowania. Powierzchnia tarczki ma duże i płytkie punkty oraz poprzecznie falistą, bardzo delikatną mikrorzeźbę. Tak długie jak szerokie i w barkach wyraźnie węższe niż z tyłu pokrywy są rzadko i grubo punktowane. Barwa pokryw jest w przedniej ⅓ czerwona, w tylnych ⅔ czarna ze słabym połyskiem metalicznym, z wąsko rudożółtą tylną krawędzią i szeroko rudożółtym szwem. Odnóża odznaczają się ciemnymi biodrami i ciemnymi udami przedniej pary. Odwłok ma segmenty od trzeciego do piątego czerwone do rudożółtych, szósty czarny z rudożółtą krawędzią przednią, siódmy czarny z rudożółtą krawędzią tylną, ósmy i dziewiąty żółte i ku tyłowi ciemniejące, zaś dziesiąty brązowy. Tergity od trzeciego do piątego mają poprzeczne wciski na przedzie. Genitalia samca cechują się wyraźnie asymetrycznym płatem środkowym oraz niesymetrycznymi i krótszymi od niego paramerami.

## Ekologia i występowanie
Owad ten jest endemitem Chin, znanym wyłącznie z miejsca typowego w Tybecie. Spotykany był na rzędnych od 1200 do 1850 m n.p.m. Podobnie jak inne gatunki z rodzaju Hesperoschema zasiedla lasy pierwotne, gdzie bytuje wśród grzybów porastających kłody, a czasami odwiedza padlinę. Jest drapieżnikiem, przypuszczalnie polującym na larwy owadów.